# Kōkō
Cesarz Kōkō (jap. 光孝天皇 Kōkō tennō; ur. 830, zm. 26 sierpnia 887) – 58. cesarz Japonii, według tradycyjnego porządku dziedziczenia.
Kōkō panował w latach 884-887.
Mauzoleum cesarza Kōkō znajduje się w Kioto. Nazywa się ono Nochi no tamura no misasagi.